# Aruna Roy
Pour les articles homonymes, voir Roy.
Aruna Roy, née le 26 mai 1946 à Chennai, est une militante politique et sociale indienne.
Elle a fondé le Syndicat pour la force des travailleurs et des paysans (Mazdoor Kisan Shakti Sangathan, MKSS) avec Shankar Singh, Nikhil Dey et plusieurs autres.
Aruna Roy milite notamment pour le droit des pauvres et des marginalisés, pour la transparence et le droit à l'information, pour le droit au travail, pour le droit à la dissidence. Elle est réputée pour son travail pour les membres vulnérables de la société. Elle était également membre du CNA, comité consultatif national mis en place par le Gouvernement UPA-1 dirigé par Sonia Gandhi pendant la majeure partie de son mandat. 
Elle est la présidente nationale de la Fédération nationale des femmes indiennes.

## Jeunesse
Aruna Roy est née à Chennai,. Elle a grandi à Delhi où son père était un employé du gouvernement. Elle a étudié la littérature anglaise à l'Indraprastha College de l'Université de Delhi,.
Elle a été fonctionnaire au Service administratif indien entre 1968 et 1974.

## Mazdoor Kisan Shakti Sangathan
Aruna Roy a démissionné de la fonction publique pour commencer à travailler sur les questions liées aux pauvres et aux marginalisés. Elle a rejoint le Centre de travail social et de recherche (SWRC) à Tilonia, Rajasthan,. En 1987, elle a fondé un syndicat avec Nikhil Dey, Shankar Singh et d'autres, le Syndicat pour la force des travailleurs et des paysans (Mazdoor Kisan Shakti Sangathan, MKSS). 
Le MKSS a commencé par se battre pour des salaires justes et égaux pour les travailleurs, puis elle en est venue à la lutte pour la promulgation de la loi indienne sur le droit à l'information. Aruna Roy est une leader du mouvement du droit à l'information en Inde à travers le MKSS et la Campagne nationale pour le droit du peuple à l'information (NCPRI), qui a finalement réussi avec l'adoption de la loi sur le droit à l'information en 2005.

## Campagnes
Aruna Roy a été à l'avant-garde d'un certain nombre de campagnes pour les droits des pauvres et des marginalisés. Ces campagnes sont notamment, de manière très visible, la transparence et le droit à l'information, le droit au travail (le National Rural Employment Guarantee Act), et le droit à l'alimentation. 
Elle a pris également une position claire et fortement argumentée sur la question du droit à la dissidence.
Plus récemment, elle a été impliquée dans la campagne pour une pension universelle non contributive pour les travailleurs du secteur non syndiqué en tant que membre de la Pension Parishad, et du NCPRI pour l'adoption et la promulgation de la loi sur la protection des lanceurs d'alerte et de celle sur la résolution des plaintes,.

## Récompenses et autres travaux
Elle a été membre du Conseil consultatif national (CNA) jusqu'en 2006, date à laquelle elle a démissionné,.
Quand elle travaillait avec le Mazdoor Kisan Shakti Sangathan, Aruna Roy a reçu le Times Fellowships Award pour l'année 1991 pour son travail en faveur des droits des travailleurs ruraux à la justice sociale et au développement créatif. En 2000, elle a reçu le prix Ramon Magsaysay pour le leadership communautaire. En 2010, elle a reçu le prix national Lal Bahadur Shastri pour l'excellence en administration publique, en milieu universitaire et en gestion. En 2011, elle a été nommée l'une des cent personnes les plus influentes au monde par le magazine américain Time. En septembre 2017, le India Times a répertorié Aruna Roy parmi les 11 principaux militants des droits humains dont la mission est de fournir aux autres une vie digne.
Elle est nommée en 2024 parmi les 100 Women (100 femmes) de la BBC pour ses œuvres pendant ses quarante années de militantisme social.